# Gisela Hemau
Gisela Hemau (eigentlich Gisela Oberer; * 12. April 1938 als Gisela Haslinger) ist eine deutsche Schriftstellerin und Lyrikerin.

## Leben
Hemau studierte in München, Mainz und Würzburg deutsche und englische Literatur- und Sprachwissenschaften. Sie wirkte später u. a. als Hörspiellektorin beim Westdeutschen Rundfunk.
Sie veröffentlicht Lyrik sowohl monographisch als auch in Anthologien (z. B. Poesiealbum neu), Jahrbüchern (z. B. Zeno), Literaturzeitschriften (z. B. Ostragehege) sowie im Rundfunk (z. B. Gedichtsendungen im Deutschlandfunk, NDR, BR, WDR).
Ihr Gedicht „Kythera“ wurde 1999 von Violeta Dinescu vertont. Viele weitere Gedichte wurden in einige andere Sprachen übersetzt. Sie ist Mitglied der Gesellschaft für zeitgenössische Lyrik in Leipzig.
Lesungen führten Hemau u. a. nach Zürich, Washington, D.C., Fairfax (George Mason University), Hamilton (Colgate University) und Montreal (McGill University).
Gisela Hemau lebt in Bonn.

## Werke
- Mortefakt. Gedichte. Nicolaische Verlagsbuchhandlung, Berlin 1974.
- Gitter mit Augen. Gedichte. Waldkircher Verlag, Waldkirch 1989.
- Abschüssiges Gelände. Gedichte. 2. Auflage. Verlag Königshausen & Neumann, Würzburg 1995, ISBN 3-8260-1102-3.
- Außer Rufweite. Gedichte. Verlag Königshausen & Neumann, Würzburg 2003, ISBN 3-8260-2440-0.
- Traumblöße / Nuité de Rêve. Édition bilingue. Traduction de Rüdiger Fischer. Éditions des Vanneaux, Montreuil-sur-Brèche 2011.
- Blinder Übergang. Gedichte und Prosastücke. 1. Auflage. Verlag Königshausen & Neumann, Würzburg 2013, ISBN 978-3-8260-5201-9.
- Auf der Rückseite der Augen. Gedichte und Prosaminiaturen. Verlag Königshausen & Neumann, Würzburg 2020, ISBN 978-3-8260-7026-6.
- Fallraum. Gedichte und Prosaminiaturen. Verlag Königshausen & Neumann, Würzburg 2023, ISBN 978-3-8260-7924-5.
- Echosplitter / Éclats d’écho. Édition bilingue. Traduction de Antemanha. Éditions Unicité, Saint-Chéron 2024, ISBN 978-2-37355-993-4.

## Preise
- 2021: „Poesiealbum-neu-Preis'“ der Gesellschaft für zeitgenössische Lyrik[2]

## Sekundärliteratur
- Ingeborg Haase und Dirk O. Hoffmann, Hg. Gisela Hemau – Lebensspuren einer Lyrikerin in unlyrischer Zeit. Mit einer Komposition von Violeta Dinescu und Illustrationen von Louis Soutter und Gisela Zimmermann Thiel. Königshausen & Neumann, Würzburg 2018. ISBN 978-3-8260-6594-1
- „The Poetry of Gisela Hemau is remarkable for its musicality and the boldness of its imagery“ (Prof. Esther N. Elstun, George Mason University)
- „Kunstwerke von erregender sprachlicher Präzision … Ohne Zweifel schwingt in ihren Gedichten eine romantische Vorstellung von Sprache mit, in dem Sinne, dass es eine poetisch erfasste Urform für das jeweils zu Sagende gibt. Der Magie der dabei entstehenden Bilder kann man sich nicht entziehen.“ (H. Ihne, Humboldt 180, 1993)[3]